# Valihan Szajliko
Valihan Szajliko (kínai: 瓦力汗赛力克, pinjin: Walihan Sailiko, 1992. március 3. –) kazak származású kínai kötöttfogású birkózó. A 2018-as birkózó-világbajnokságon bronzérmet nyert 60 kg-os súlycsoportban, kötöttfogásban. A 2020-as tokiói olimpián bronzérmet szerzett a 60 kg-os kategóriában.

## Sportpályafutása
A 2018-as birkózó-világbajnokságon bronzérmet nyert. Ellenfele a szerb Kristian Fris volt. A mérkőzést 9–0-ra nyerte.